# Big Society
Der Begriff Big Society bezeichnet das gesellschaftspolitische Programm, initiiert durch den ehemaligen britischen Premierminister David Cameron. Es zielt darauf ab, zivilgesellschaftliches Engagement vor allem im Sozial- und Bildungsbereich zu fördern und im Sinne des Empowerment die Macht des Zentralstaates zugunsten von Bürgern und Kommunen zu verringern.
Cameron betrachtet die Verwirklichung der Idee einer Big Society als seine eigentliche politische Mission. Mit der Implementierung sind der Staatssekretär Nick Hurd und der „Big Society Advisor“ Lord Wei beauftragt. Als geistiger Vater des Konzepts gilt Oliver Letwin.

## Idee
Die Big Society kann einerseits als Abkehr vom Thatcherismus und dessen individualistischer Grundhaltung verstanden werden, den der vielzitierte Satz Thatchers There is no such thing as society („es gibt keine Gesellschaft“) kennzeichnete. Andererseits stellt sich Cameron damit auch gegen die (vor allem von der Linken vertretene) Ansicht des Interventionismus im Sinne eines „allmächtigen“ Staates. Der Publizist Jesse Norman sieht in der Idee einer Big Society Bezüge auf das Werk des britischen Sozialphilosophen Michael Oakeshott und dessen Sicht auf Zivilgesellschaft und die Rolle sozialer Institutionen in einer Gesellschaft „verbundener Individuen“.
Im Zentrum der politischen Durchführung stehen demnach freiwillige Leistungen durch Einzelpersonen und gesellschaftliche Gruppen, wie beispielsweise NGOs und social entrepreneurs, die wesentliche Bereiche bisher staatlicher Verwaltungen im Bildungs-, Pflege- und Gesundheitsbereich übernehmen sollen. Beispielsweise soll die Einrichtung unabhängiger Schulen durch Elterngruppen gefördert werden. Zur Finanzierung einzelner Projekte soll eine eigene Big Society-Bank gegründet werden, für die auch private Banken Kapital bereitstellen sollen.

## Rezeption
Die Grundidee gewann rasch Unterstützung, jedoch wurde auf das Paradox hingewiesen, dass es sich um eine Maßnahme des Zentralstaates handelte, die es zum Ziel hätte, die Macht des Zentralstaates zu verringern. Die Einsparungsmaßnahmen im öffentlichen Dienst würden die Errichtung der Big Society im derzeitigen Umfeld unmöglich machen. Dem entgegen äußerte sich der ehemalige Labour-Minister Peter Mandelson mehrfach positiv bezüglich der Big Society.
Der Vorsitzende der Labour Party, Ed Miliband, bezeichnete die Big Society als zynischen Versuch, die Budgetkürzungen im Sozialbereich zu rechtfertigen; ähnlich äußerten sich auch Gewerkschaftsvertreter.
Auch Vertreter von NGOs sind teilweise skeptisch. Während des Wahlkampfes zur Unterhauswahl 2010 wurde auch innerparteilich kritisiert, dass die Idee der Big Society zu spät präsentiert wurde, um vor der Wahl noch bekannt zu werden. Überdies sei das Konzept zu unpräzise und dem Wähler nur schwer nahezubringen.